# Saint-Éloy-la-Glacière

Saint-Éloy-la-Glacière este o comună în departamentul Puy-de-Dôme, Franța. În 1 ianuarie 2022 avea o populație de 63 de locuitori.